# The Redskins
The Redskins fue una banda inglesa de música redskin, de la década de los 80, característica por sus letras cargadas de contenido ideológico con fuertes críticas al sistema burgués, y unas influencias musicales que van desde el soul y el rockabilly hasta el punk-rock, con canciones bailables y muy rítmicas. 

## Historia
La banda procede de la ciudad inglesa de York, surgiendo a principios de los 80 de las cenizas de una banda previa llamada No Swastikas, teniendo a Chris Dean como vocalista y guitarra, Martin Hewes como bajista y corista, y a Nick King como batería. Son conocidos desde sus inicios por su activismo político y social, destacando el hecho de que Dean y Hewes fueran miembros del Socialist Workers Party de la International Socialist Tendency,(IST), de tendencia trotskista no ortodoxa.
La banda sacó su primer sencillo, "Lev Bronstein" (en homenaje a Trotski), en 1982, a través del sello británico CNT. A través de esta compañía sacaron otro sencillo, "Lean on Me", antes de firmar con London Records. En 1984 fueron atacados por un grupo de neonazis durante el festival Jobs for a Change. Tras este incidente y varios cambios de formación, la banda saca su único trabajo en LP, "Neither Washington nor Moscow", un lema de la IST, en 1986, justo antes de separarse.

## Discografía

### Álbumes
- Neither Washington Nor Moscow, 1986 (Decca FLP1) - Posición en las listas del Reino Unido: nº31
- Live, 1995 (Dojo)
- Epilogue, 2010 (Insurgence)[1]

### Singles y EP
- "Lev Bronstein" / "Peasant Army", 1982 (7", CNT productions CNT007).
- "Lean On Me" / "Unionize", 1983 (7", CNT productions CNT016) - Highest chart position: No.3 (UK Indie Chart)
- "Lean On Me" (Northern Mix) / Unionize (Break Mix), 1983 (12" CNTX16)
- "Keep On Keepin' On!" / "Reds Strike The Blues", 1984 (7", Decca F1) - Highest chart position: No.43 (UK Singles Chart)
- "Keep On Keepin' On!" / "16 Tons" / "Red Strikes the Blues", 1984 (12" Decca FX1)
- "Bring It Down (This Insane Thing)", 1985 (2x7", Decca FDP2) - Highest chart position: No.33 (UK Singles Chart)
- "Bring It Down (This Insane Thing)" / "You Want It? They've Got It!", 1985 (12" Decca FX2)
- "Kick Over The Statues" / "Young & Proud (Anthem Of Mistake)", 1985 (7" Abstract AD6).
- "The Power Is Yours" / "Ninety Nine And A Half (Won't Do)", 1986 (7" Decca F3) - Highest chart position: No.59 (UK Singles Chart)
- "The Power Is Yours" / "Ninety Nine and a Half (Won't Do)" / "Take No Heroes!" (faster than LP version), 1986 (12" Decca FX3)
- "It Can Be Done" / "K.O!K.O!", 1986 (7" Decca F4). - Highest chart position: No.76
- "It Can Be Done" / "Let's Make it WorkW / "K.O!K.O!" / "A Plateful of Hateful", 1986 (12" Decca FX4)
- "The Power Is Yours" (propaganda EP), 1986 (10", Decca FXT3)
- "It Can Be Done" / "Let's Make It Work" / "K.O!K.O!" / "A Plateful Of Hateful", 1986 (10" Decca FXT4, Russian Import)
- "Peel sessions", 1987 (12", Strange Fruit SFPS 030) - Highest chart position: No.23 (Indie Charts).[1]